# La Vall d’Ebo
La Vall d’Ebo község Spanyolországban, Alicante tartományban. Lakosainak száma 230 fő (2024). La Vall d’Ebo L’Atzúbia, Castell de Castells, Orba, Pego, Tollos, La Vall d’Alcalà, Vall de Gallinera és La Vall de Laguar községekkel határos.

## Népesség
A település lakosságának változását az alábbi diagram mutatja:
| Lakosok száma | 351  | 336  | 309  | 282  | 284  | 254  | 243  | 216  | 204  | 230  |
|               | 2001 | 2004 | 2006 | 2009 | 2011 | 2014 | 2016 | 2019 | 2021 | 2024 |